# Keith Karlsson
Keith Karlsson Astor född 11 december 1951 är en svensk idrottsagent och vd för Vidbynäs golfanläggning utanför Nykvarn.
Karlsson har varit manager för bland andra Gunde Svan, Pernilla Wiberg, Ludmila Engqvist, Abeba Aregawi Sanna och Jenny Kallur. Han är nu manager för Charlotte Kalla.